# Джонс, Грейс
Грейс Беверли Джонс (англ. Grace Beverly Jones; род. 19 мая 1948, Спаниш-Таун) — американская певица, актриса и модель ямайского происхождения, известная своей андрогинной внешностью. Начала свою карьеру в США в начале 1970-х годов в качестве модели, сотрудничая с такими домами моды как Yves Saint Laurent и Kenzo, и появляясь на обложках Elle и Vogue. В 1977 году Джонс начала музыкальную карьеру, став заметной фигурой на диско-сцене Нью-Йорка. В начале 1980-х годов она перешла к стилю новой волны, сочетая его с регги, фанком, постпанком и поп-музыкой. Среди её самых популярных альбомов — «Warm Leatherette» (1980), «Nightclubbing» (1981) и «Slave to the Rhythm» (1985). В 2016 году в рейтинге Billboard Джонс заняла 40-е место среди величайших артистов танцевальной музыки всех времен.

## Биография

### Детство на Ямайке, жизнь в Нью-Йорке и начало карьеры
Грейс Беверли Джонс родилась 19 мая 1948 года в Спэниш-Тауне на Ямайке в семье церковного проповедника и политика Роберта Джонса и его жены Марджори Уильямс.
Джонс, её братья и сестры воспитывались бабушкой и дедушкой, пока их родители работали в Соединённых Штатах. Джонс получила строгое воспитание под влиянием церкви пятидесятников Ямайки — она ходила в церковь три раза в неделю. Обе стороны её семьи были религиозны; в её семье было много епископов: дед, прадед и её брат, Ноэль, который также стал епископом.
Отношения Джонс с отцом были напряжёнными; он был строг в воспитании. Ему также приходилось отстраняться от общения с дочерью по религиозным соображениям: церковь отказывалась сделать его епископом (согласно верованиям конкретной деноминации, следует использовать свою певческую способность, только чтобы общаться с Богом). Епископ Роберт У. Джонс умер 7 мая 2008 года. Её мать, Марджори, впоследствии всегда поддерживала карьеру Джонс (она поёт на William’s Blood и My Jamacian Guy), но не может выступать публично.
Дед Джонс, Уиллиям, также был музыкантом и играл с Нэтом Кингом Коулом.
В детстве Джонс была застенчивой девочкой; у неё была только одна школьная подруга. Одноклассники дразнили её, называя «тощей палкой». Тем не менее она преуспевала в спорте и находила утешение в природе Ямайки[прояснить].
Когда ей было тринадцать, вся семья переехала в Сиракузы (Нью-Йорк).
После окончания школы Джонс поступила в Сиракузский университет, где училась по специальности «Испанский язык» (Spanish major).
В колледже на Джонс обратил внимание профессор драмы, который предложил работать с ним в пьесе в Филадельфии; Джонс уехала с ним.
Когда Джонс было восемнадцать (1968), она переехала в Нью-Йорк, подписав контракт в качестве модели с агентством Wilhelmina Modelling Agency.
Переехала в Париж в 1970 году. Парижская модная сцена сразу обратила внимание на необычную андрогинную внешность темнокожей Джонс. Ив Сен-Лоран, Клод Монтана, и Кензо Такада наняли её как подиумную модель, и она появилась на обложках журналов Elle, Vogue, Stern, работая с Хельмутом Ньютоном, Ги Бурденом и Хансом Фейором. Джонс также была моделью для Аззедина Алайя.

При работе моделью в Париже она снимала квартиру с Джерри Холл и Джессикой Лэнг. Холл и Джонс часто посещали Club Sept, один из самых популярных гей-клубов Парижа 1970-х и 1980-х годов, и общались с Джорджио Армани и Карлом Лагерфельдом.

### Первые диско-альбомы, сотрудничество с Томом Мултоном
Музыкальная карьера певицы началась в гей диско-клубах Нью-Йорка. Джонс умело сделала ставку на гомосексуальный образ. Свой первый контракт она подписала с лейблом Island Records, который дал ей в распоряжение продюсера в жанре диско, Тома Мултона. Мултон работал в Sigma Sound Studios в Филадельфии. Дебютный альбом Джонс Portfolio был выпущен в 1977 году. Альбом содержал три песни из бродвейских мюзиклов: Send in the Clown Стивена Сондхейма из Маленькой ночной серенады, What I Did for Love из Хоровой линии и Tomorrow из Энни. Вторую сторону альбома открывает семиминутная композиция Эдит Пиаф La Vie En Rose, далее следуют три новые записи, две из которых были написаны совместно с Джонс (Sorry, That’s the Trouble). Альбом завершает I Need a Man, первый клубный хит Джонс. Оформление альбома было разработано Ричардом Бернштейном, художником журнала Interview.

### Период The Compass Point

Альбом Nightclubbing (1981), ознаменовавший новое направление в музыке Джонс и сделавший её мировой звездой

Джонс находилась в поиске своего музыкального стиля и образа в 1970-е и 1980-е годы, перейдя от диско-звучания к року и регги. Эксперименты со стилем новой волны она продемонстрировала в альбоме Warm Leatherette 1980 года. Альбом принёс ей признание критиков, и певица решила вновь сотрудничать с Крисом Блэквеллом и Алексом Сэдкин над вторым альбомом, который они записали на студии Compass Point на Багамах.
Альбом Nightclubbing 1981 года включает в себя песни различных групп и исполнителей, переориентированные в стиле регги (в частности — Flash and the Pan, Билла Уизерса, Игги Попа и Астора Пьяццоллы), включая несколько новых композиций, написанных в соавторстве с Джонс. Три песни были написаны Барри Рейнольдсоном, с которым позже Джонс будет работать над альбомом Living My Life (1982). Одна песня «Demolition Man» написана Стингом, который чуть позже записал её со своей группой The Police для альбома Ghost in the Machine. Внушительная ритм-секция, которая была включена в большинство композиций, проработана силами многих музыкантов, включая дуэт Sly and Robbie, Барри Рейнольдсона, Микки Чунга, Юзьяха «Липучки» Томпсона, которые вместе были более известны как Compass Point Allstars. В 1981 году композиция «I’ve Seen That Face Before (Libertango)» стала одним из наиболее известных её хитов. Альбом принёс Джонс огромную популярность. Он прорвался в первые строки музыкальных чартов и остаётся одним из самых коммерчески успешных альбомов во всей её карьере. Он появился в топовой пятёрке более чем в четырёх странах и стал лучшим для исполнительницы в чартах основных альбомов Billboard и R&B чартах. Благодаря успеху пластинки Джонс перешла из статуса диско-дивы в ранг звезды международного масштаба. Это послужило поводом для организации серии концертов в рамках концептуального тура Джонс A One Man Show в 1982 году.

### Продолжение работы актрисой и последние альбомы, записанные в 1980-е годы
Помимо модельной и музыкальной карьеры, Грейс Джонс также снялась в 17 кинофильмах. Роли актриса сыграла в основном эпизодические. Грейс наиболее ярко проявилась в картинах «Конан-разрушитель», «Осторожно — глаза!», «Вамп» (1986), «Вид на убийство» (1985) режиссёра Джона Глена, в котором Грейс Джонс сыграла главную женскую роль в партнерстве с Роджером Муром и Кристофером Уокеном.

### Возвращение на сцену, альбомHurricaneи переиздания альбомов
В 2008 году вышел альбом Hurricane.

## Артистизм

### Образ

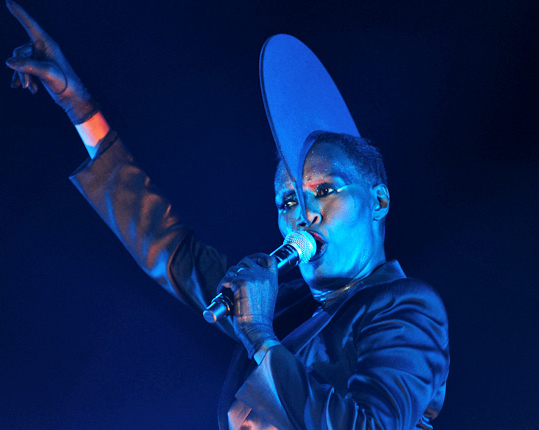
Грейс Джонс в 2011 году

Джонс известна своим андрогинным стилем — квадратной стрижкой, угловатой одеждой, — созданным в партнёрстве с фотографом моды и стилистом Жаном-Полем Гудом (англ. Jean-Paul Goude). Джонс выделяется своим ростом, эксцентричной манерой поведения, влиянием на сексуальную революцию в моде 1980-х годов, своей уникальной внешностью и музыкой, которая явилась источником вдохновения для многих артистов, в частности Бейонсе, Энни Леннокс, Lady Gaga, Рианна, Brazilian Girls, Grimes, Рошин Мёрфи, Найл Роджерс, Santigold и Basement Jaxx.
Джонс вошла в список 50 самых хорошо одетых женщин (в возрасте старше 50 лет) журнала The Guardian в марте 2013 года.

### Голос и музыка
Джонс поёт в диапазоне контральто, используя две манеры исполнения: монотонно напевая в полуголос, как в Private Life, Walking in the Rain и The Apple Stretching, или почти в сопрано, в песнях, таких как La Vie en Rose, Slave to the Rhythm и Victor Should Have Been a Jazz Musician. Голос Джонс охватывает две с половиной октавы.
В начале карьеры её музыка опиралась на жанр диско, а в 80-х Джонс открыла для себя звучание новой волны. Она записала серию альбомов, начиная с Warm Leatherette 1980 года и по Living My Life 1982 года. На протяжении этого периода, поддерживаемая ямайской ритм-группой Sly and Robbie, музыка Джонс характеризуется как гибрид рока, фанка, пост-панка, попа и регги. Эта смесь жанров дала влияние на группы альтернативной музыки, включая Massive Attack, Todd Terje, Gorillaz, Hot Chip и LCD Soundsystem.

### Выступления
- A One Man Show (1981)
- Hurricane Tour (2009)[31]

## Личная жизнь
Джонс была дважды замужем: за продюсером Крисом Стэнли в 1989 и телохранителем Атилой Алтонбей в 1996 году.
От фотографа Жан-Поля Гуда у Джонс есть сын Паулу (род. 1979). У неё также есть внучка.
Она четыре года встречалась со шведским актёром Дольфом Лундгреном, который работал охранником в одном из сиднейских клубов, а впоследствии стал её телохранителем. 
С 1990 года Джонс начала встречаться с датским актёром Свен-Оле Торсеном, оба были в свободных отношениях до 2007 года.
В 2015 году Джонс выпустила книгу мемуаров «Никогда не буду писать мемуары».

## Дискография

### Студийные альбомы
- 1977 — Portfolio
- 1978 — Fame
- 1979 — Muse
- 1980 — Warm Leatherette
- 1981 — Nightclubbing
- 1982 — Living My Life
- 1985 — Slave to the Rhythm
- 1985 — Island Life
- 1986 — Inside Story
- 1989 — Bulletproof Heart
- 1993 — The Ultimate
- 2008 — Hurricane

## Фильмография
- 1973 — Война Гордона (Gordon’s War) — Мери
- 1975 — Берегите глаза (Attention les yeux!) — Суиди
- 1981 — Смертельное отмщение (Deadly Vengeance) — подружка Слика
- 1984 — Конан-Разрушитель (Conan the Destroyer) — Зула
- 1985 — Вид на убийство (A View to a Kill) — Мей Дей
- 1986 — Вамп (Vamp) — Катрина
- 1987 — Прямо в ад (Straight to Hell) — Соня
- 1987 — Сиеста (Siesta) — Кончита
- 1992 — Бумеранг (Boomerang) — Стрейндж
- 1995 — Татуировка (Cyber Bandits) — Масако Йокохама
- 1998 — Остров МакКинси (McCinsey’s Island) — Алансо Рихтер
- 1999 — Palmer’s Pick Up[англ.] — миссис Ремо
- 1999—2002 — сериал «Повелитель Зверей» (BeastMaster) — Нокинджа
- 2001 — Охота на оборотня (Wolf Girl) — Кристин и Кристоф
- 2001 — Цитадель (Shaka Zulu: The Citadel) — Королева
- 2002 — Pavarotti & Friends 2002 for Angola — приглашённая звезда
- 2008 — Фалько — Чёрт возьми, мы всё ещё живы! (Falco — Verdammt, wir leben noch!) — Кельнерин
- 2008 — Челси со льдом (Chelsea on the Rocks) — Бив